# Кремлёв, Евгений Константинович
Евге́ний Константи́нович Кремлёв (22 декабря 1923, Курган, Уральская область — 25 июня 1944, Солонецу-Ноу, Сучава) — старший сержант Рабоче-крестьянской Красной Армии, участник Великой Отечественной войны, Герой Советского Союза (1944).

## Биография
Родился 22 декабря 1923 года в рабочей семье в городе Кургане Курганского округа Уральской области, ныне город — административный центр Курганской области.
После окончания семи классов в школе № 14 города Кургана поступил на работу в локомотивное депо станции Курган учеником токаря. Вместе со старшим братом Георгием (1922—16 августа 1942) занимался спортом, участвовал в городских соревнованиях. Братья Кремлёвы были лучшими легкоатлетами в городе, зимой занимались лыжным спортом.
В 1941 году был призван на службу в Рабоче-крестьянскую Красную Армию. С февраля 1942 года — на фронтах Великой Отечественной войны. Принимал участие в боях на Брянском, Воронежском и 1-м Украинском фронтах, был ранен.
С 1943 года член ВКП(б).
К сентябрю 1943 года старший сержант Евгений Кремлёв командовал орудием 692-го артиллерийского полка 240-й стрелковой дивизии 38-й армии Воронежского фронта. Отличился во время битвы за Днепр.
29 сентября 1943 года вместе со своими соратниками уничтожил несколько вражеских огневых точек. 6 октября 1943 года расчёт Евгения Кремлёва переправился через Днепр в районе села Лютеж Вышгородского района Киевской области Украинской ССР и принял активное участие в боях за захват и удержание плацдарма на его западном берегу, уничтожив три немецких пулемётных гнезда. Находясь во главе группы пехотинцев и артиллеристов, в течение двух дней отразил 21 контратаку противника, уничтожив 4 миномёта, 3 пулемёта и более 100 солдат и офицеров противника.
Указом Президиума Верховного Совета СССР «О присвоении звания Героя Советского Союза генералам, офицерскому, сержантскому и рядовому составу Красной Армии» от 10 января 1944 года за «образцовое выполнение боевых заданий командования на фронте борьбы с немецко-фашистскими захватчиками и проявленные при этом отвагу и геройство» был удостоен высокого звания Героя Советского Союза с вручением ордена Ленина и медали «Золотая Звезда» за номером 2248.
25 июня 1944 года, возвращаясь из штаба дивизии (лес северо-западнее села Лудь Гумора (ныне Хумурени) (рум. Humoreni, Suceava), жудец Сучава (рум. Județul Suceava (interbelic)) Королевства Румыния) после награждения в свой полк, Герои Советского Союза Александр Мефодьевич Птухин и Евгений Кремлёв выехали на открытую местность вблизи села Солонецу-Ноу (рум. Solonețu Nou, Suceava) пласы Арборе жудеца Сучава (рум. Județul Suceava (interbelic)) Королевства Румыния, ныне село входит в коммуну Качика (рум. Comuna Cacica, Suceava) жудеца Сучава Румынии, и попали под сильный артиллерийский обстрел. Одна из мин разорвалась вблизи тачанки. Оба Героя погибли. Погиб также рядовой Дмитрий Иванович Подповидный (1907—1944). Командование части решило похоронить погибших на советской территории, в селе Липканы Бричанского района Молдавской ССР, ныне район входит в состав Республики Молдова. Похоронены 28 июня 1944 года. Об этом родным Героев выслали извещения.
10 марта 1966 года в газете «Ленінським шляхом» (город Новоселица Черновицкой области Украины) опубликована статья «Так, Герої завжди в строю!». В ней сообщалось о том, что «благодаря настойчивым поискам удалось установить», что среди похороненных воинов в братской могиле в городском парке два Героя Советского Союза: старший лейтенант Александр Мефодьевич Птухин и старший сержант Евгений Константинович Кремлёв. Их имена добавили на мемориальной доске памятника и назвали ими улицы города. Впоследствии выяснилось, что в списке учёта персональных потерь сержантов и солдат 692-го артполка 240-й стрелковой дивизии, хранящемся в Архиве в Подольске, в графе «Место захоронения» после слов «Труп вывезен на свою территорию» добавлено другим почерком и чернилами (зелёными) два слова: «Новоселица Буковина». Прах героев из Липкан не переносился.

## Награды
- Герой Советского Союза, 10 января 1944 года[6][7][8]
  - Орден Ленина
  - Медаль «Золотая Звезда» № 2248
- Орден Отечественной войны II степени.
- Медаль «За отвагу», 21 февраля 1943 года[9]

## Память
- Улица в городе Кургане, Российская Федерация, название присвоено в 1961 году[10]
- Улица в городе Новоселице, Черновицкая область, Украина
- Кенотаф в городском парке города Новоселица[11].
- Бюст в музее локомотивного депо станции Курган.
- Школа № 42 в Кургане носит имя Кремлёва с 21 апреля 1965 года[2].
- Мемориальные доски: 
  - г. Курган, ул. Кирова, 52, средняя общеобразовательная школа № 42, установлена 5 мая 2015 года[12][13].
  - г. Курган, ул. Кравченко, 28, лицей № 12, где учился Герой, установлена 31 января 2018 года[14]
  - г. Курган, ул. Кремлёва, 1 (здание снесено в 2015—2018 годах)[15]
  - г. Курган, ул. Кремлёва, 12, Призывной пункт Военного комиссариата города Кургана. Надпись: «Герой Советского Союза, уроженец города Кургана. 25 июля 1944 г. при освобождении Молдавского местечка Линканы пал смертью храбрых»[16]
- Ежегодно спортивный комитет города Кургана проводит легкоатлетический мемориал памяти братьев Кремлёвых[17], а ДСО «Локомотив» — лыжные соревнования на приз Героя Советского Союза Евгения Кремлёва.

## Семья
Отец Константин Фёдорович Кремлёв, мать Екатерина Денисовна (по другим данным Евдокия Даниловна). Брат Георгий Константинович Кремлёв (1922—16 августа 1942, умер от ран)